# Religiões da Ásia Oriental

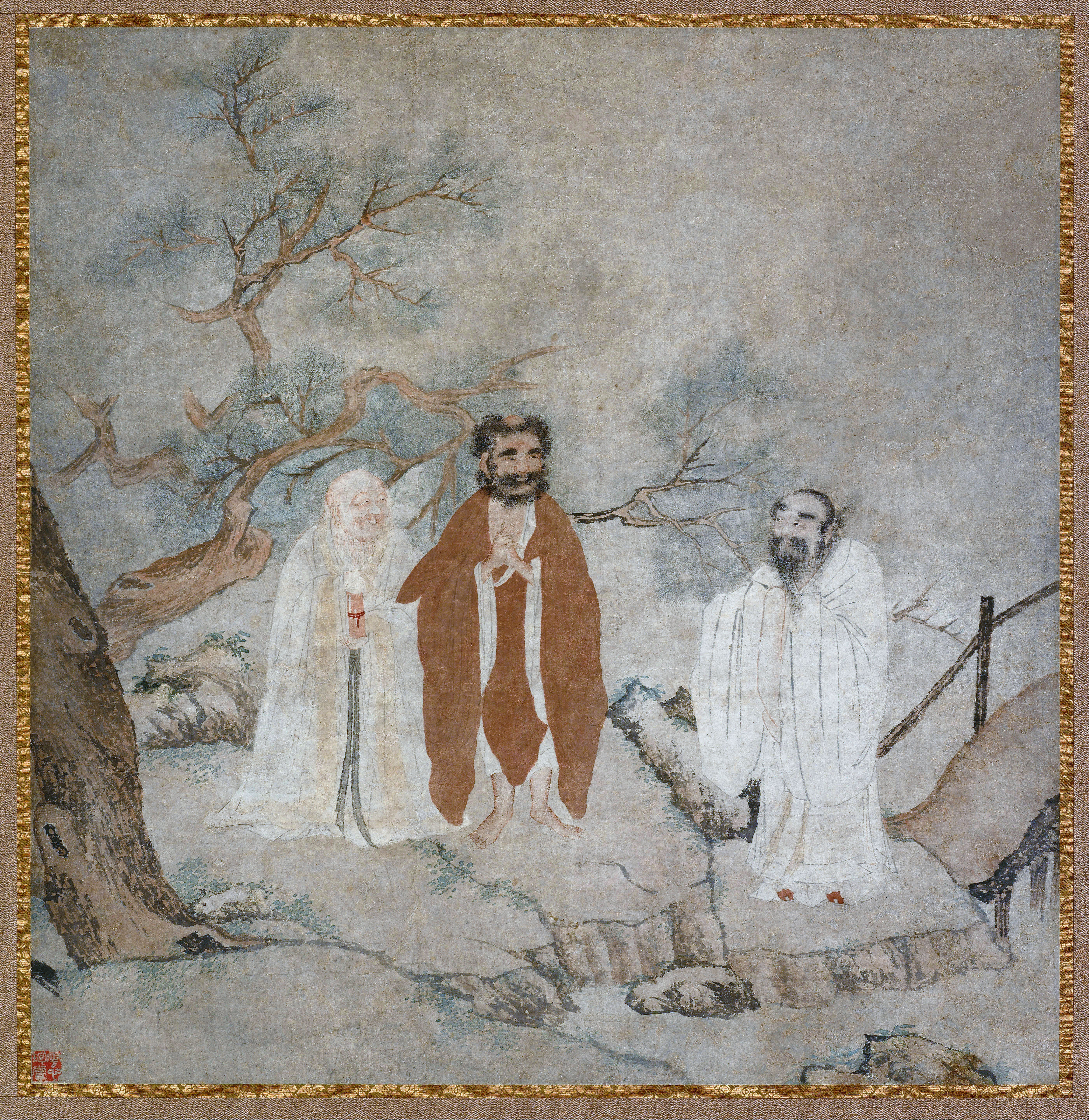
Buda, Lao Zi e Confúcio - fundadores do budismo, do taoísmo e do confucionismo - numa pintura da dinastia Ming

No estudo da religião comparada, as religiões da Ásia Oriental (também  como religiões do Extremo Oriente, religiões chinesas ou religiões taoicas) formam um subconjunto das religiões orientais. Este grupo inclui a religião chinesa em geral, que inclui ainda a Adoração Ancestral, a religião popular chinesa, o confucionismo, o taoísmo e as organizações salvacionistas populares (como yiguandao e weixinismo), bem como elementos extraídos do budismo mahayana que formam o núcleo do budismo chinês e do leste asiático em geral. O grupo também inclui o xintoísmo japonês, a tenrikyo e o xamanismo coreano, todos os quais combinam elementos xamânicos e culto ancestral indígena com várias influências das religiões chinesas. As religiões salvacionistas chinesas influenciaram o surgimento de novas religiões japonesas, como o tenrismo e o jeungsanismo coreano; já que esses novos movimentos religiosos se baseiam nas tradições indígenas, mas são fortemente influenciados pela filosofia e teologia chinesas.
Todas essas tradições religiosas, mais ou menos, compartilham os principais conceitos chineses de espiritualidade, divindade e ordem mundial, incluindo Tao, 道 ("Caminho", Pinyin dào, japonês tō ou dō e coreano do) e Tian, 天 ("Céu" , ten japonês e cheon coreano').
As primeiras filosofias chinesas definiram o Tao e defenderam o cultivo da "virtude" que surge desse conhecimento. Algumas antigas escolas filosóficas chinesas se fundiram em tradições com nomes diferentes ou foram extintas, como o mohismo (e muitas outras pertencentes às antigas Cem Escolas de Pensamento Chinesas), que foi amplamente incorporada ao taoísmo. As religiões do Leste Asiático incluem muitas posturas teológicas, incluindo politeísmo, não-teísmo, henoteísmo, monoteísmo, panteísmo, panenteísmo e agnosticismo.
O lugar das religiões taoicas entre os principais grupos religiosos é comparável às religiões abraâmicas encontradas na Europa e no mundo ocidental, bem como no Oriente Médio e no mundo muçulmano, e as religiões dármicas no subcontinente indiano, planalto tibetano e sudeste da Ásia.